# برت گلنن
برت گلنن (انگلیسی: Bert Glennon؛ ‏۱۹ نوامبر ۱۸۹۳ – ۲۹ ژوئن ۱۹۶۷) کارگردان، و فیلم‌بردار اهل ایالات متحده آمریکا بود.
از فیلم‌هایی که وی در آن‌ها نقش داشته است، می‌توان به جنایت بی‌نقص، زن دنیادیده، دیوی کراکت، شبی در لیسبون و دختر چهل‌تکه شهر آز اشاره نمود.
او گلنون برای فیلم‌های Stagecoach (1939) و Dive Bomber (1941) نامزد دو جایزه اسکار بهترین فیلمبرداری شد . او به عنوان فیلمبردار در بیش از 100 فیلم برای کارگردانانی از جمله جان فورد ، آندره د توث ، یوزف فون استرنبرگ ، رائول والش ، و سیسیل بی. دمیل، کار کرد . پسرش جیمز گلنون نیز فیلمبردار نامزد جایزه اسکار بود.